# FBI Academy (Film)
FBI Academy (Originaltitel: Feds) ist eine US-amerikanische Filmkomödie aus dem Jahr 1988 von Len Blum und Daniel Goldberg.

## Handlung
Nachdem Elizabeth De Witt, genannt Ellie, das United States Marine Corps verlässt, hat sie nur den Wunsch, beim FBI anzufangen. Und trotz aller Bedenken, dass eine Frau bei der Ausbildung bestehen könnte, wird sie an der FBI-Academy angenommen und der jungen Streberin Janis Zuckerman als Zimmerpartnerin zugewiesen. Beide teilen das Schicksal, das sich fast alle Männer über sie lustig machen und jeder meint, dass sie die Ausbildung niemals schaffen würden. Es sieht auch danach aus, denn Ellie ist zwar gut in allen praktischen, aber besonders schlecht in allen theoretischen Dingen, während Janis bei allen praktischen Tests und Übungen versagt.
Da beide das gleiche Schicksal teilen, freunden sich Ellie und Janis sehr schnell an. So kommt es, dass, nachdem Ellie Janis ihre erste eigene Handfeuerwaffe gekauft hat, beide einen Banküberfall beobachten und nach einer wilden Verfolgungsjagd mit Schusswechsel die die Räuber überwältigen und festnehmen können. Da beide jedoch lediglich den Status von Rekruten haben, gefällt dies dem FBI überhaupt nicht, weswegen man ihnen droht, beim nächsten ähnlichen Vorfall zu entlassen. Doch das könnte auch schon früher passieren, denn die Leistungen der beiden sind jeweils miserabel. Janis will daher schon vorher aufgeben, da sie sich nicht als Quotenfrau fühlen will. Aber Ellie überredet sie, zusammenzuhalten, ihre eigenen Stärken zu bündeln und sich gegenseitig zu helfen. So trainiert Ellie Janis in allen praktischen Übungen, während Janis Ellie bei allen theoretischen Tests hilft.
Ellie ist heimlich in Brent verliebt und überglücklich, als dieser sie zu einem Date einlädt. Doch während des Dates muss sie entsetzt feststellen, wie sich Brent gegen die Gleichberechtigung ausspricht und jeder Frau die Befähigung abspricht, überhaupt beim FBI arbeiten zu können. Nachdem er auch noch ihre Freundin Janis beleidigt, bricht Ellie entsetzt und wütend das gemeinsame Abendessen ab. Bei der anschließenden gemeinsamen Lerngruppe, in der alle verbliebenen Rekruten alte Fälle durchgehen, zeigt sich Brent erneut wenig begeistert von Janis Fähigkeiten, weswegen er sie unsanft übergeht. Aber Ellie steht zu ihrer Freundin, weswegen sie ihrer Idee glaubt, mit ihr einen alten Fall aufrollt und gemeinsam löst, wodurch beide als einzige die Bestnote erhalten.
Kurz vor dem letzten Test sind nur noch wenige Rekruten übrig. Weil Janis und Ellie so weit gekommen sind, nutzen sie einen ausgedehnten Barbesuch, dies zu feiern. Doch kurz nachdem sie wieder in ihr Zimmer kommen, werden sie wach geklingelt, da nachts der letzte Test, eine vorgetäuschte Entführung, stattfinden soll. Abermals spielt sich Brent als Anführer auf, der die komplette Gruppe, außer den beiden Frauen, führen will. Und während er anschließend durch Wald, Sumpf- und Steppengebiet umherirrt, haben sich die beiden Frauen aus der Gruppe entfernt und lösen auch diesen Test als einzige mit Bravour, sodass sie im Endeffekt als beste Rekrutinnen mit Auszeichnung ihren Abschluss an der FBI Academy erhalten.

## Kritik
„FBI Academy ist eine unwirkliche Mischung aus Reaganismus, rächenden Nerds und Penisneid (in dieser von Männern geschriebenen Komödie getarnt als Feminismus). [...] Weder DeMornay noch Gross spielen amüsante und glaubhafte Verbrecherjäger. Denn einerseits spielen sie schlecht geschriebene, seltsam reaktionäre Teile und andererseits packen sie wieder ihre Waffe wie Dirty Harry raus.“

„Der Film selbst ist freundlich harmlos, nicht mehr oder weniger spannend als ein durchschnittliches Traningshandbuch.“

„Der Film ist angestrengt, ungeschickt, vorhersehbar und kläglich aufgenommen und eingerahmt. [...] FBI Academy hat nicht einmal die wilde schlampige Plumpheit, die man vielleicht erwarten könnte und es hat auch fast kein Leben und keine Spontanität in dem Film.“

„Schwunglose Mischung aus "Police Academy"- und "Buddy"-Filmen.“

## Produktion
- Goldberg und Lem begannen bereits 1982[5] mit dem Schreiben des Drehbuches, welches ursprünglich den Titel G-Men hatte[6] und in dem die Protagonisten noch Männer und keine Frauen waren.[1] Insgesamt gab es fünf unterschiedliche Versionen des Drehbuchs, wobei die vierte Fassung im Endeffekt als Grundlage der Verfilmung genommen wurde.[5]

## Veröffentlichung
Nachdem der Film am 28. Oktober 1988 in den Kinos startete, konnte er bei einem Produktionsbudget von etwa 6 Mio. US-Dollar lediglich 3,8 Mio. US-Dollar wieder einspielen. In Deutschland wurde der Film am 10. November 1989 direkt auf VHS veröffentlicht.